# 村 (アメリカ合衆国)
アメリカ合衆国における村（むら、英語: village）は、地理的に定められる地域、法執行上の単位である。多くの地域において、「村/ビレッジ」という用語は、場合によっては非公式に、地方行政区画のひとつの種類となっている。アメリカ合衆国憲法修正第10条 (Tenth Amendment to the United States Constitution) によって、地方行政に関わる事項はほとんどが連邦政府ではなく、各州の所管するところとなっているため、各州は行政上の区画を「村/ビレッジ」と呼ぶか否かを、それぞれ自由に決定することができ、「村」の定義も、各地で多様なものとなっている。典型的な場合、村は基礎自治体の一類型であるが、場合によっては特定目的地区（特定地区） (special-purpose district, special district) であったり、（基礎自治体が置かれていない）非法人地域（未編入地域）であることもある。また、諸々の行政上の目的から村が認知されることもあれば、そのようには認められていない場合もある。

## 非公式な用例
非公式な用例としては、正式に独立した法的統治組織をもっていない比較的小規模な集落を「村/ビレッジ」と呼ぶことがある。
独立以前、植民地時代のニューイングランドにおいては、町 (town) の中心に位置していた集会場（meeting house：教会堂と同一のことも多かった）を囲むように「村」が形成されていた。こうした植民地時代の集落の多くは、現在もタウン・センター（町の中心部） (town center) として存在している。また、産業革命の進行とともに、工業村（インダストリアル・ビレッジ）(industrial village) が水車小屋、鉱山、工場などのまわりに形成された。ニューイングランドの村は、ほとんどが法的に定めあれた町（タウン）の領域の一部分となっているため、こうした村（ビレッジ）の多くは、基礎自治体として独立して法人化されることはない。
ニューヨーク州であれば「（法人化されていない）小集落/ハムレット (hamlet)」と称されるような、比較的小規模な法人化されていない集落や、さらに小規模な集落が法人化された市や町の中の一部として存在するような場合、これらを村と呼ぶことがある。このような非公式の用例は、村/ビレッジが法人化された基礎自治体として存在する州においてもみられるものであり、同様に、町単位の基礎自治体がある州で「非法人の町 (unincorporated town)」といった言い回しが用いられることもある。

## 公式な用語法
公式な用語として「村/ビレッジ」を用いている州において、用語の定義は様々に異なるものとなっている。最も一般的なのは、「村」を特定目的地区（特定地区）ないしは基礎自治体と位置づけることである。基礎自治体としての村は、 
1. 市や町よりも人口規模は小さい
2. 郡区（タウンシップ）への依存のあり方が市とは異なる
3. しかし、市や町と同様の存在である

とされる。

### アラスカ州
アラスカ州憲法 (Constitution of Alaska) 第10条2項や、この憲法にもとづく法令によれば、アラスカ州で基礎自治体として法的に認められているのは、市とバラ（boroughs：他の州の郡/カウンティに相当する）だけである。アラスカでは、「村/ビレッジ」は小規模な集落を指す口語表現であり、そのほとんどは「ザ・ブッシュ (The Bush)」と称される州内の非都市地域にあり、道路網にも結ばれていないこともよくある。こうした集落の多くは、アラスカ先住民 (Alaska Natives) が住民の大部分を占めており、連邦体制においてインディアン再組織法 (Indian Reorganization Act) および/ないしアラスカ先住権益措置法 (Alaska Native Claims Settlement Act) のもとで「村」として認知されている。アラスカ自治体連合 (the Alaska Municipal League) の投票資格は、自治体の人口規模と無関係に1自治体に1票があるため、こうした村の多くは2級の市として法人化されている。しかし、日常的な言葉遣いの中では、こうした集落は市ではなく、村であると考えられることが多い。

### デラウェア州
デラウェア州の基礎自治体は、市 (city)、町(town)、村 (village) のいずれかである。市町村の定義は、国勢調査のための分類と相違していない。

### フロリダ州
フロリダ州の基礎自治体は、市 (city)、町(town)、村 (village) のいずれかである。市町村の定義は、国勢調査のための分類と相違していない。

### アイダホ州
アイダホ州の基礎自治体は、すべてが市 (city) と称されるが、法律の条文の中で、町(town) や村 (village) が用いられることもある。

### イリノイ州
イリノイ州の基礎自治体は、市 (city)、町(town)、村 (village) のいずれかである。
各市には、多くの場合、区画されたディストリクト (地区)やウォード（区）から選出された市会議員 (aldermen) がいる。村の場合は、通常、全域から選出された理事（村会議員） (trustees) がいる。町は、その地域の郡区（タウンシップ）と一体化していることが多いが、村や市に準じた形態の統治を行なう場合もある。

### ルイジアナ州
ルイジアナ州では、人口1,000人以下の基礎自治体が村 (village) と称される。

### メイン州
メイン州で、村法人 (village corporation)、村改良法人 (village improvement corporation) と称されるものは、限定された目的のために町の領域内に設定される特定目的地区（特定地区）である。

### マサチューセッツ州
マサチューセッツ州では、州内全域が法人化された基礎自治体である市と町に区画されている。例えば、ニュートンのように、一部の基礎自治体においては村/ビレッジと称されるものがあるが、これは近隣住区に相当するものであり、通常は統治に関わる法人も、正式な境界線も行政上の認知もない。案内表示や、駐車規制区画、アメリカ合衆国郵便公社が用いる呼称などにおいては、村 (village) と近隣住区 (neighborhood) が同義と扱われることもある。

### メリーランド州
メリーランド州で、「Village of ...（ ... 村）」と称されるのは、法人化されていない町 (an incorporated town) か、特定課税地区 (special tax district) のいずれかである。Village of Friendship Heights は、後者の例である。

### ミシガン州
ミシガン州では、村は市とは異なり、郡区（タウンシップ）の一部にとどまっているものとされて自治の権限は限定されるが、市は郡区に属さない。このため、村の行政当局は、住民に対する行政責任を、郡区と役割分担をしながら果たすことになる。

### ミネソタ州
ミネソタ州では、1974年1月1日をもって、それまで存在していた村 (village) をすべて、（個別に憲章を定める）憲章都市 (charter city) ではなく、（法によって一律に昇格させた）法定都市 (statutory city) とした。市は郡区（タウンシップ）の領域に属すことも、属さないこともできる

### ミシシッピ州
ミシシッピ州では、人口100人から299人の基礎自治体が村 (village) と称される。

### ミズーリ州
ミズーリ州の基礎自治体は、市 (city) と村 (village) である。市とは異なり、村には最少人口規模の要件はない。

### ネブラスカ州
ネブラスカ州では、人口100人から800人までの基礎自治体が村 (village) と称され、市となるには800人以上の住民がいることが必要となる。すべての村は、郡区（タウンシップ）の領域の一部に含まれているが、市でありながら同様に位置づけられているのはごく少数にすぎない。2級都市 (a city of the second class) と称される人口800人から4,999人の市は、住民投票によって市の地位を捨てて村に戻ることも認められている。

### ニューハンプシャー州
ニューハンプシャー州においては、村地区/ビレッジ・ディストリクト（プレシンクト） (a village district / precinct) と称される地区が、町の中に設けられていることがある。こうした村地区は、限定的な権限のみをもつ特定目的地区（特定地区）である。

### ニュージャージー州
ニュージャージー州の地方自治制度における村 (village) は、州内に設けられている基礎自治体の5類型11形態のうちのひとつである。村は、他の基礎自治体と同じように、郡区（タウンシップ）の領域には含まれない。

### ニューメキシコ州
ニューメキシコ州の基礎自治体は、市 (city)、町(town)、村 (village) のいずれかである。市町村の定義は、国勢調査のための分類と相違していない。

### ニューヨーク州
ニューヨーク州では、村 (village) は、町 (town) からは独立したものとされる市 (city) とは異なり、ひとつ以上の町の一部として設定される。したがって、村の自治権は、市の自治権よりも限られたものでしかない。
すべての村がそのようになっているわけではないが、通常、村はひとつの町の領域の中にある。基礎自治体としての村の範囲は明確に画定されており、ごみ収集、街路・道路管理、街灯の管理、建築規制といった住民に身近な行政サービスを提供している。一部の村では、自前の警察など、追加的なサービスを提供していることもある。村によって提供されない行政サービスは、村を領域に含む町（ないしは、複数の町）が提供することになる。2000年の国勢調査の時点で、ニューヨーク州には553の村があった。
ニューヨーク州では、村の人口規模に上限はなく、州内最大の村であるヘンプステッド (Hempstead) は人口55,000人で、州内の人口が小さい市よりも住民が多い。ただし、ニューヨーク州では、村は面積が5平方マイル (13km2) を超えてはならないものとされている。現行法では、最低でも500人の住民がいなければ村を法人化することはできない。 

### ノースカロライナ州
ノースカロライナ州の基礎自治体は、市 (city)、町(town)、村 (village) のいずれかである。市町村の定義は、国勢調査のための分類と相違していない。

### オハイオ州
オハイオ州では、（教育機関の宿舎や刑務所等の更生施設を除いて）人口5,000人未満の法人化された基礎自治体が村 (village) と称される。村として法人化するには、最低1,600人の住民がいることが要件となるが、実際にはこの基準が常に厳密に適用されているとは限らず、もっと小規模な集落が村となっている例も多い。村は、人口が5,000人を超えると、自動的に市に昇格する。市も村も、郡区（タウンシップ）の領域に含まれることがあるが、全域が市なり村の領域によって埋められた郡区は、独立した自治体としての役割を終えることになり、名目上の存在となった郡区は、ペーパータウンシップ (paper township) と称される。

### オクラホマ州
オクラホマ州では、法人化されていない集落を村 (village) と呼ぶが、これは公共団体の数には入らない。

### オレゴン州
オレゴン州では、クラカマス郡においてだけ、非法人地域に村 (village) や小村 (hamlet) を組織することが認められている。こうした村などの委員会は、郡/カウンティの行政に助言する役割りをもっている。

### ペンシルベニア州
ペンシルベニア州では、郡区（タウンシップ）の領域の一部に含まれている法人化されていない地域を村 (village) と称する。こうした村は、国勢調査指定地域となっていることが多い。

### テキサス州
テキサス州では、村 (village) は、タイプBないしタイプCの基礎自治体であるが、タイプAにはならない。これらのタイプの違いは、人口規模と自治体の統治形態によるものである。

### バーモント州
バーモント州における村 (village) は、法によって定められた町の領域内において、それぞれ独自に名付けられた集落である。村は法人化されることもあれば、されないこともある。

### ワシントン州
ワシントン州には、村 (village) の法的定義はない。基礎自治体は、法人化された時点における人口規模の大きさによって1級都市 (first-class cities)、2級都市 (second-class cities)、町 (towns) に分類され、自治権限も順次小さくなるが、このうち町を4級都市 (fourth-class cities) と称することもある。口語的表現として、村/ビレッジと呼ばれる地域もあり、町であるビュー・アーツ・ビレッジ (Beaux Arts Village, Washington) のように固有名詞の一部に「ビレッジ」が入る例もある。

### ウェストバージニア州
ウェストバージニア州では、町 (toen) と村 (village) は、人口規模が2,000人以下のクラスIV基礎自治体である。

### ウィスコンシン州
ウィスコンシン州では、市 (city) も村 (village) も郡区（タウンシップ）の領域には含まれない。市と村の違いは、それぞれ法人化する際に求められる人口規模や人口密度にある。